# Музей искусств (Мобил)
Музей искусств в Мобиле (англ. Mobile Museum of Art) — художественный музей, расположенный в Мобиле (Алабама). В музее представлены произведения искусства с юга Соединённых Штатов и Европы. Довольно часто в здании проходят различные образовательные программы.

## Основная информация
Музей был основан в 1963 году Ассоциацией мобильского искусства. Здание находится в собственности городского парка «Ланган». В 2002 году были произведены реконструкционные работы на сумму 15 млн долларов. Размер был увеличен в три раза до 95 000 кв футов (8 826 кв м). Музей входит в программу североамериканской взаимных музеев.

## Коллекции

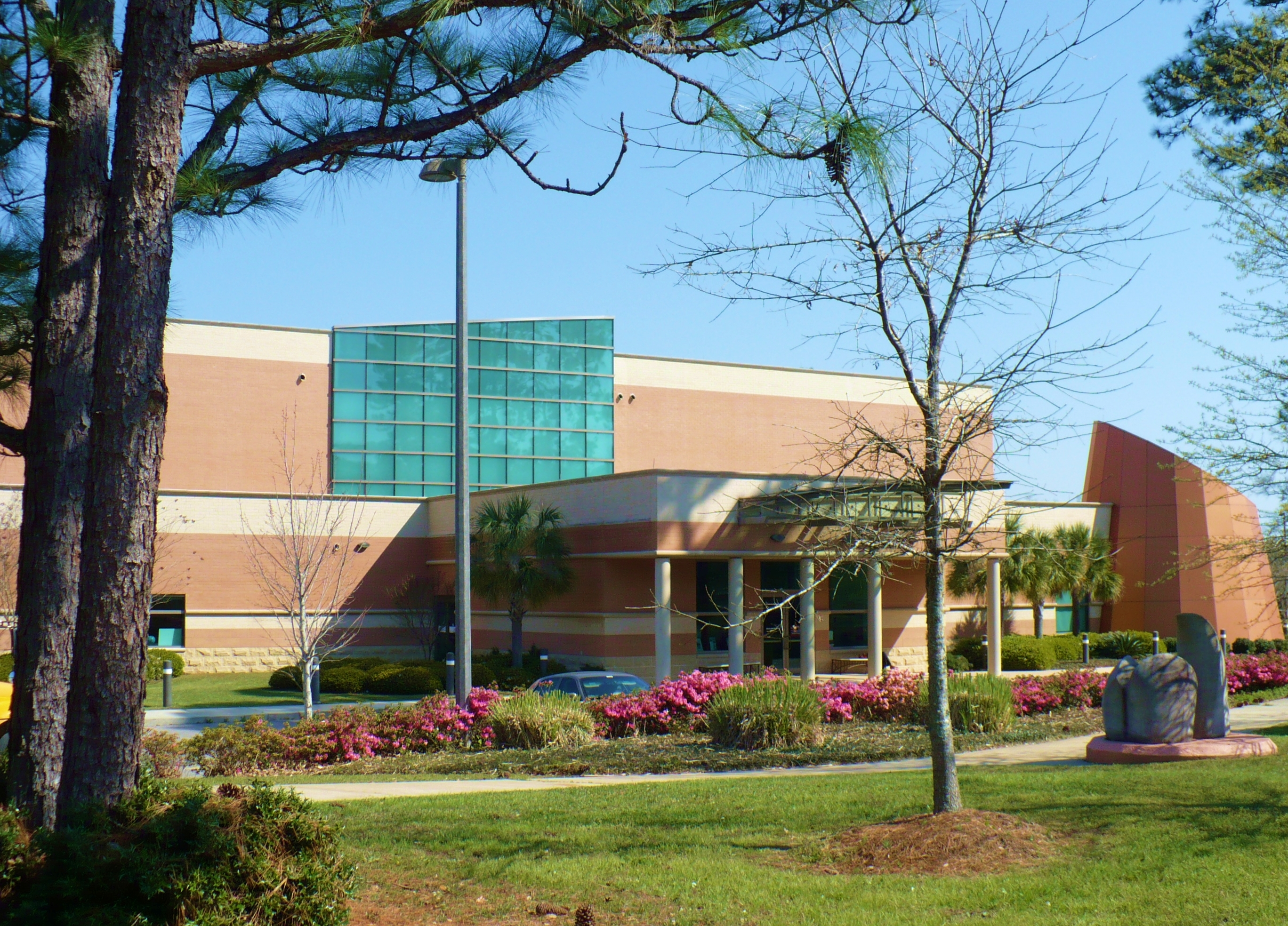
Вид на музей из парка Ленган

В музее находятся коллекции на постоянной и временной основе. Постоянные коллекции включают в себя галерею африканских масок, галерею азиатского искусства Марии и Чарльза Роднинга, галерею американского искусства Катрины К. Кокрейн, галерею европейского искусства Майзеля, коллекции стекла Риддика и галерею «Дети в искусстве» Фридмана. В африканской коллекции представлены маски, скульптуры и другие вещи для обрядом из разных стран Африки. Азиатская коллекция представлена подборкой произведений, начиная от самых древних времён и заканчивая началом XX века. В американской галерее представлены скульптуры, картины, в основном датируемые с 1776 года. В европейской галерее находятся картины, гравюры и скульптуры, созданные в Европе, а также подделки декоративно-прикладного искусства. Коллекция стекла представлена древнеримскими стеклянными изделиями и современными стеклянными декорациями. В коллекции «Дети в искусстве» представлены портреты детей и молодежи семнадцатого, восемнадцатого и девятнадцатого столетий.
Многие из приобретений с начала работы музея стали возможными благодаря поступлениями с Ежегодной ярмарки открытых искусств и ремёсел, спонсируемой Лигой покровителей искусств и Мобильским музеем искусств. В последние годы коллекция пополняется дарениями коллекционеров. В 2001 году, когда строилось новое здание, Хэверти и д-р Дж. Роудс Хэверти из Атланты подарили музею несколько современных изделий из художественного стекла. Всего они пожертвовали более 183 экспонатов.